# Amphinomidae
Amphinomidae  (лат.) — семейство морских многощетинковых червей из отряда Amphinomida. 

## Описание
Тело яркоокрашенное, овальной или вытянутой формы с 1—5 антеннами; пальпы имеются
. В триасовых отложениях обнаружен ископаемый вид †Ankitokazoa bezanozanoi  Alesandrello & Bracchi, 2005.
Некоторые представители имеют минерализованные карбонатами хеты. Филогенетические отношения с другими полихетами остаются неясными.

## Классификация
- Amphinome Bruguière, 1789
- Amphinomides
- †Ankitokazoa Alesandrello & Bracchi, 2005
- Asloegia
- Bathychloeia Horst, 1910
- Bathynotopygos
- Benthoscolex
- Blenda
- Branchamphinome Hartman, 1967
- Chloeia Lamarck, 1818 (Chloeia viridis)
- Chloenea
- Chloenopsis Fauchald, 1977
- Chloochaeta
- Colonianella
- Cryptonome Borda, Kudenov, Bienhold & Rouse, 2012
- Didymobranchus
- Eucarunculata
- Eucarunculatus
- Eurythoe (Eurythoe complanata)
- Hermodice Kinberg, 1857
- Hipponoa Audouin & Milne Edwards, 1830
- Hipponoe
- Lenora
- Linopherus Quatrefages, 1865
- Lirione
- Metamphinome
- Millepeda
- Notopygos Grube, 1850
- Parachloeia
- Paramphinome Sars, 1869
- Pareurythoe Gustafson, 1930
- Pherecardia Horst, 1886
- Pherecardites
- Rostraria
- Sangiria
- Strategis
- Thesmia
- Thetisella
- Zothea

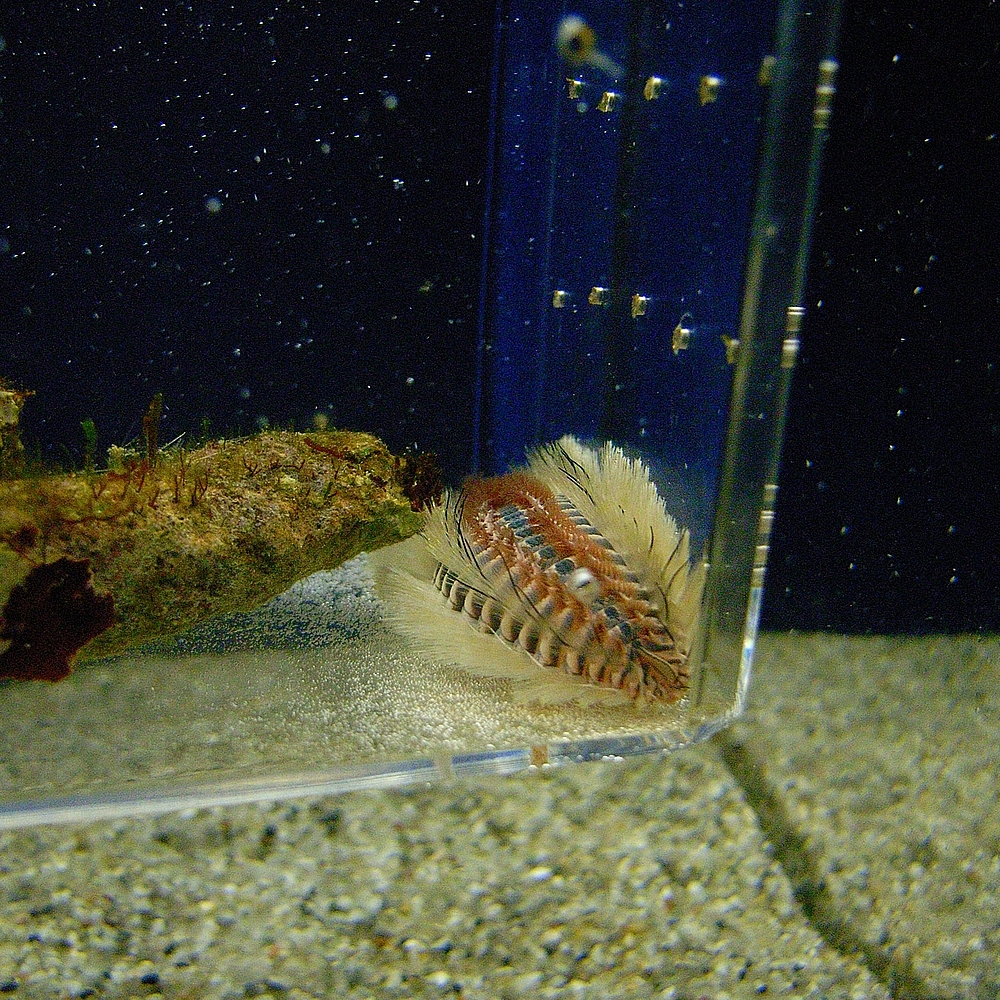
Chloeia flava
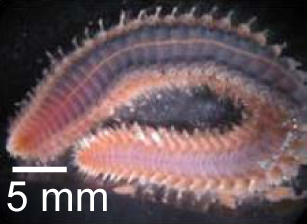
Cryptonome conclava
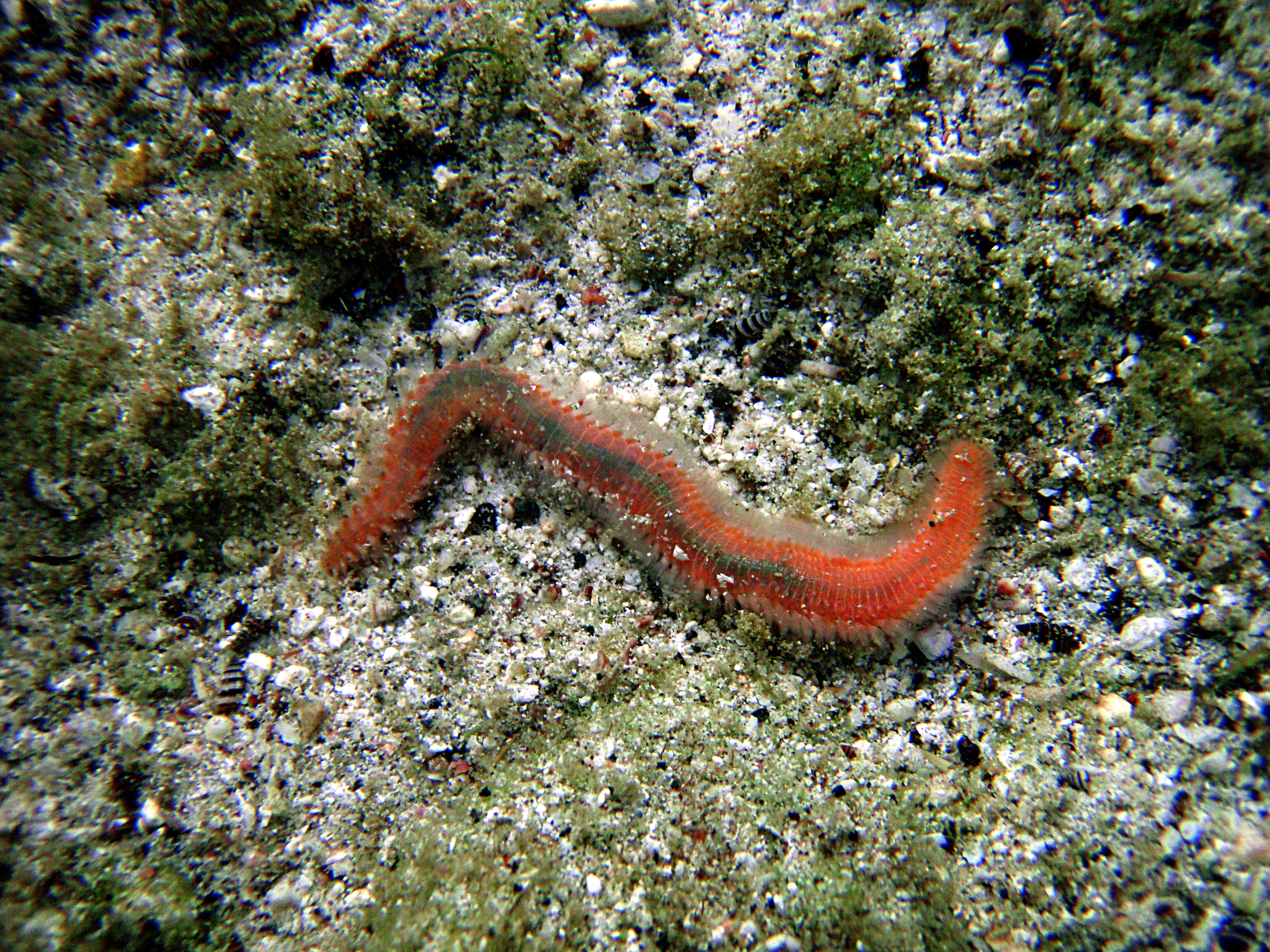
Eurythoe complanata
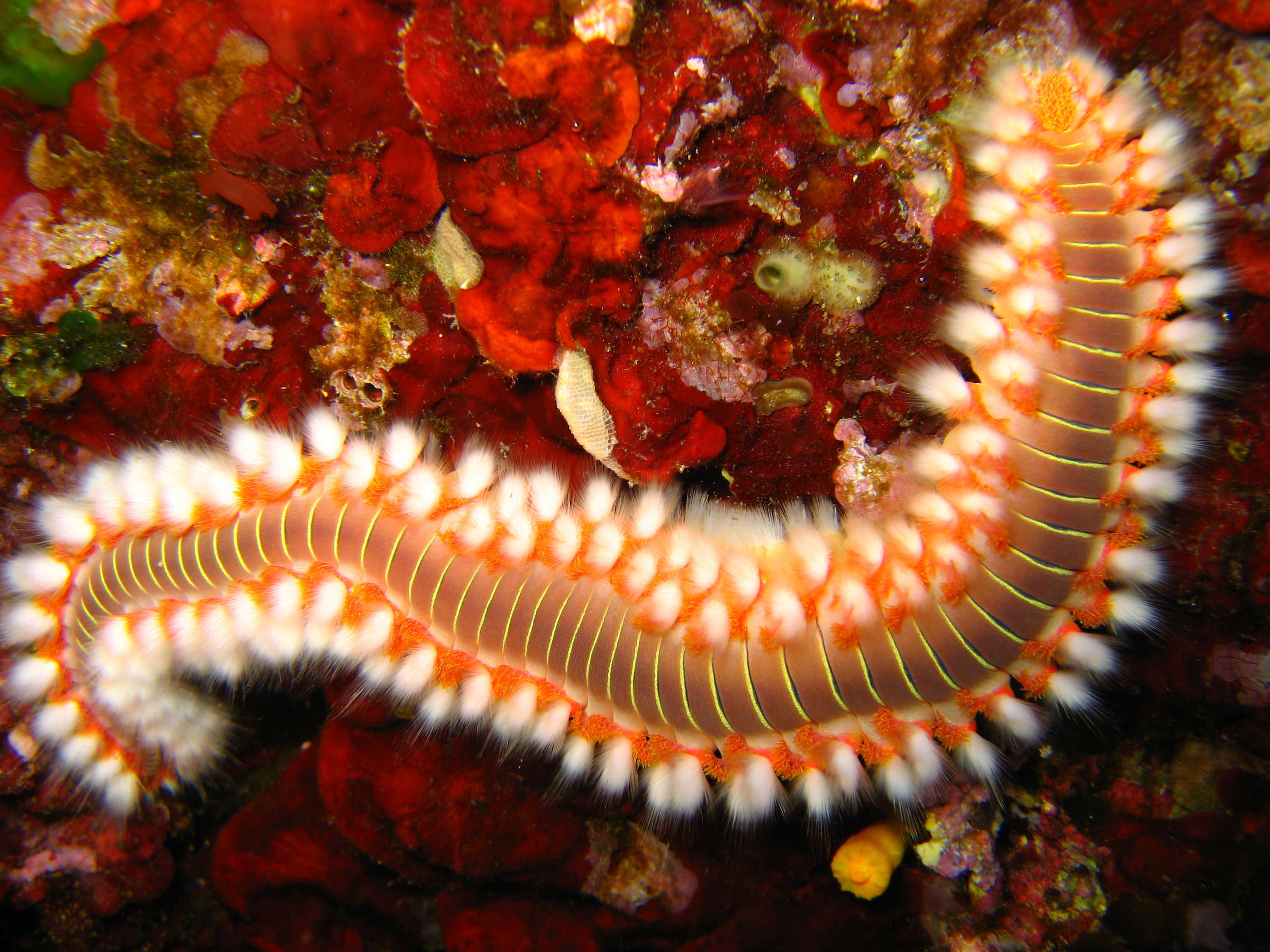
Hermodice carunculata
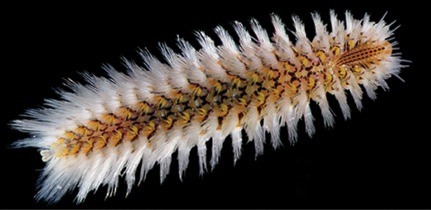
Notopygos ornata
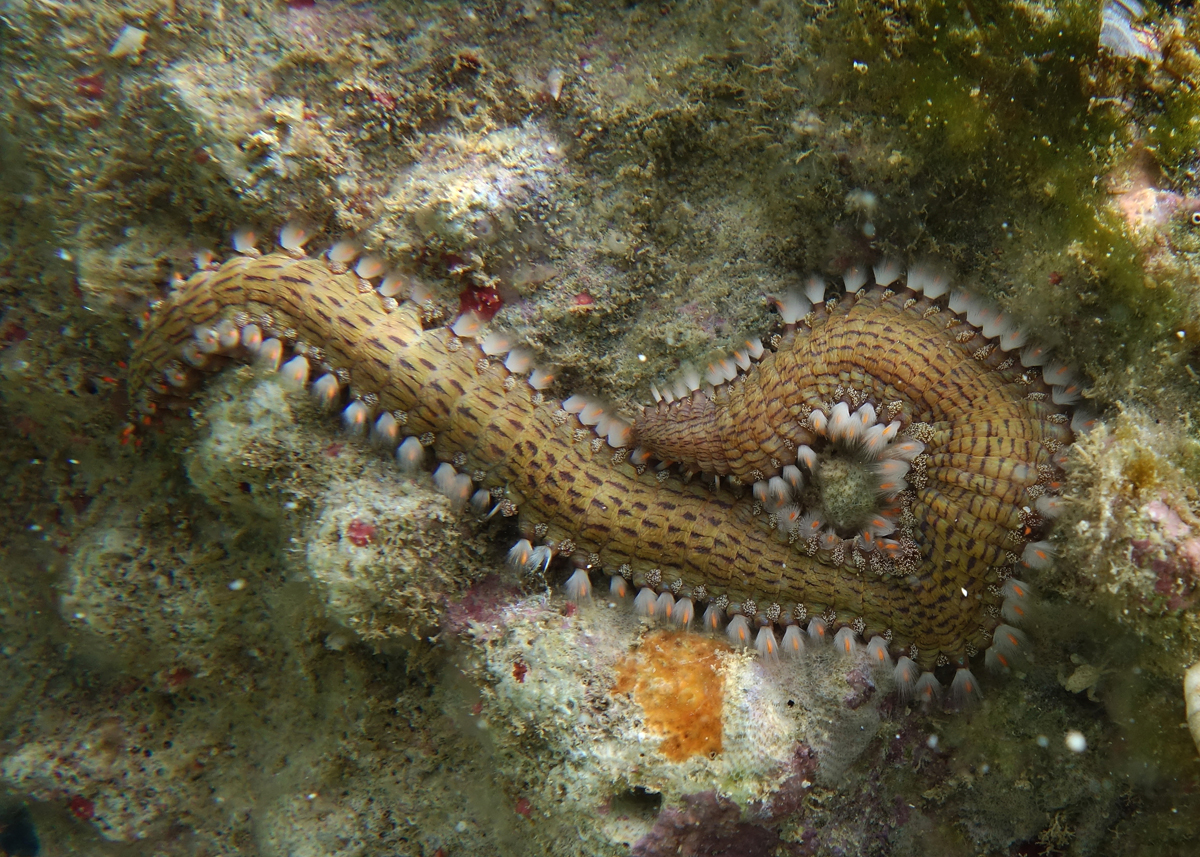
Pherecardia striata